# Akeleiruit

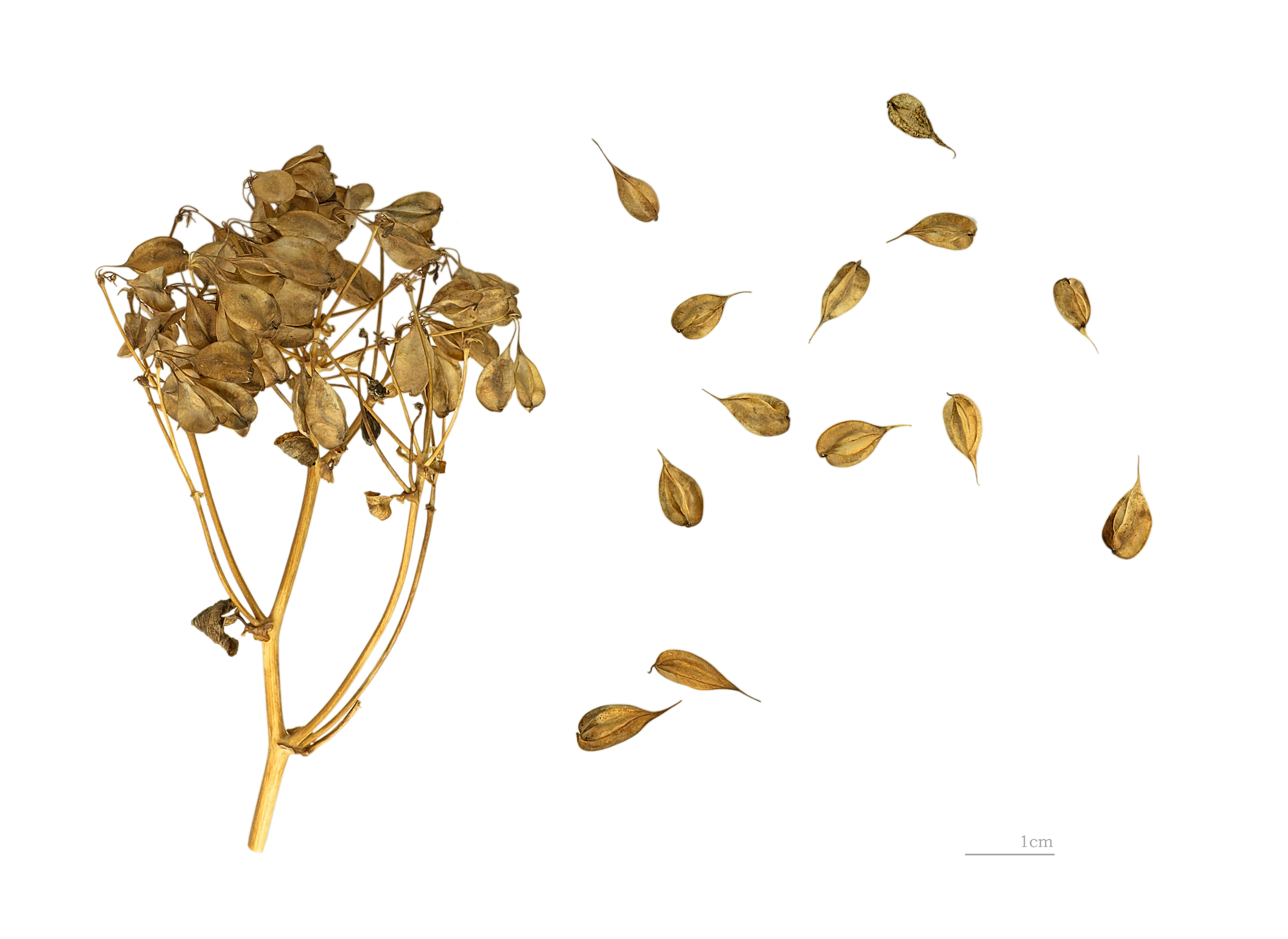

Akeleiruit (Thalictrum aquilegiifolium) is een plant, die tot de ranonkelfamilie (Ranunculaceae) behoort. De soort komt oorspronkelijk uit Midden- en Oost-Europa. In Nederland is de plant vanuit siertuinen verwilderd.
De plant wordt 60-120 cm hoog en heeft twee- tot drievoudige, drietallige bladeren. Aan de vertakkingen van de bladsteel zitten rondachtige, vliezige oortjes. De bladeren lijken op die van de wilde akelei (Aquilegia vulgaris). Akeleiruit heeft een korte wortelstok en bloeit in Nederland in mei en juni met lila of soms witte bloemen. De kogelvormige bloeiwijze bestaat uit talrijke, opvallend gekleurde, naar boven verdikte meeldraden, die de functie van de afwezige kroonbladeren overgenomen hebben. De plant heeft voor de bezoekende insecten veel stuifmeel in plaats van nectar.
De vruchten zijn driekantig en gevleugeld.
Akeleiruit komt in Nederland verwilderd voor in loofbossen en geeft de voorkeur aan vochtige, stikstofrijke, basische grond.

## Toepassingen
De bladeren van de akeleiruit bevatten een gele kleurstof, die vroeger gebruikt werd voor het verven van wol.